# Navarrai Királyság (történelmi állam)
A Navarrai Királyság vagy Pamplonai Királyság, baszkul: Nafarroako Erresuma, spanyolul: Reino de Navarra, franciául: Royaume de Navarre, latinul: Regnum Navarrae, illetve egyszerűen Navarra, amely állam 824-től 1513-ig létezett egységes országként Dél-Európában. 1513-tól az ország kettévált Alsó- és Felső-Navarrára.

## Az állam adatai
A középkori Navarrai Királyság területe különbözött a mai Spanyolország Navarra autonóm közösségétől, amely az egykori történelmi államnak csak a Felső-Navarra nevű területét foglalja magában.

## Története
1512 júliusában a felesége, Foix Germána aragóniai királyné jogaira hivatkozva II. (Katolikus) Ferdinánd aragón király megszállta Navarrát a Szent Liga égisze alatt, és elűzte Germána unokatestvérét, I. (Foix) Katalin navarrai királynőt a családjával együtt Navarra Pireneusokon túli kis csücskébe, a ma Franciaországhoz tartozó Alsó-Navarrába. A „spanyol egység” ezzel a megszállással vált teljessé.